# 母との約束、250通の手紙
『母との約束、250通の手紙』（ははとのやくそく にひゃくごじっつうのてがみ、La Promesse de l'aube）は2017年のフランス・ベルギーの伝記映画。
監督はエリック・バルビエ、出演はピエール・ニネとシャルロット・ゲンズブールなど。
フランスの作家ロマン・ガリが1960年に発表した自伝的小説『夜明けの約束』を映画化し、本国フランスで大ヒットした作品である。なお、同原作は1970年にジュールズ・ダッシン監督によって『夜明けの約束』として映画化されており、本作は再映画化である。
第43回セザール賞で主演女優賞（シャルロット・ゲンズブール）、脚色賞、美術賞、衣裳デザイン賞の4部門でノミネートされた（受賞はならず）。

## ストーリー
作家ロマン・ガリがメキシコ滞在中に体調不良を起こし、当時の妻レスリーとともに病院に行くまでのタクシーでの道中で、これまでの半生を母ニーナとの関係を中心に振り返る形で構成されている。
1914年に、当時はロシア帝国領だったヴィリナ（後にポーランド第二共和国のヴィルノ、現在のリトアニアの首都ヴィリニュス）でロマンはユダヤ人女性ニーナの1人息子として生まれる。シングルマザーのニーナは、ロマンを溺愛し、将来は軍人として英雄となり、外交官を経て、大作家になると信じて疑わず、それを実現するためにはスパルタ教育をはじめとして手段を選ばない強烈な個性の女性だった。反ユダヤ主義が台頭する中で地元での高級服飾店の経営に失敗したニーナは、14歳になったロマンを連れて、フランスのニースに移住し、そこでホテルを経営することになる。母からの過大な期待と重圧に押しつぶされそうになりながらもロマンは作家を目指して執筆に勤しむ。第二次世界大戦中は自由フランス軍の兵士として活躍し、戦場で書き上げた小説の出版も決まる。その間も、持病の糖尿病が悪化して入院していた母と手紙のやりとりを続けていたが、出版が決まったことに対して何の反応も示さないことに疑問を抱く。そして帰郷したロマンは、母が3年ほど前に亡くなっており、その事実を隠してロマンに生きる力を与えるために、死ぬ前に書きためた250通の手紙をスイスの知人に託して週に1、2通ずつロマンに送付してもらっていたことを知る。
その後、ロマンは外交官となり、作家としても成功し、母の望みを全て叶えるが、母が既に亡くなっていることに虚しさを感じる。

## キャスト
- ロマン・カツェフ: ピエール・ニネ
  - 8歳から10歳: パヴェウ・プハウスキ
  - 14歳から16歳: ネモ・シフマン（フランス語版）
- ニーナ: シャルロット・ゲンズブール - ロマンの母。元女優。
- アレックス・グベルナティス: ディディエ・ブルドン（フランス語版） - ニーナが有名デザイナーに仕立て上げた俳優。
- ザレンバ: ジャン＝ピエール・ダルッサン - ポーランド人の画家。
- レスリー・ブランチ（英語版）: キャサリン・マコーマック - ロマンの最初の妻。
- アルノー・ランジェ（フランス語版）: フィネガン・オールドフィールド（フランス語版） - ロマンの同僚兵士。

## 作品の評価

### 映画批評家によるレビュー
アロシネによれば、フランスの30のメディアによる評価の平均点は5点満点中3.3点である。
Rotten Tomatoesによれば、11件の評論のうち高評価は64%にあたる7件で、平均点は10点満点中6.4点となっている。

### 受賞歴
| 賞               | 部門           | 対象                                  | 結果       |
| ---------------- | -------------- | ------------------------------------- | ---------- |
| 第43回セザール賞 | 主演女優賞     | シャルロット・ゲンズブール            | ノミネート |
| 第43回セザール賞 | 脚色賞         | エリック・バルビエ マリー・エイナール | ノミネート |
| 第43回セザール賞 | 美術賞         | ピエール・ランソン                    | ノミネート |
| 第43回セザール賞 | 衣裳デザイン賞 | カトリーヌ・ブシャール                | ノミネート |